# Sam Fleischer
(Henning) Sam Fleischer (født 2. januar 1956[kilde mangler]) er en dansk forfatter og musiker.
Fleischer arbejdede oprindeligt under navnet Henning eller Henning S. Fleischer, men kalder sig i dag kun Sam Fleischer.[kilde mangler] Han fik i 1975 HF-eksamen og havde studier ved Odense Universitet.
Fleischer debuterede i tidsskriftet Hvedekorn i 1978, og udkom første gang i bogform samme år med digtsamlingen Den indre by i privattryk.
To år efter i 1980 udkom Sensommernætternes Afsæt, — også i privattryk.
Endelig i 1981 udgav Gyldendal digtsamlingen Gnist.
Senere blev det til novellesamlingen Panorama 82 fra 1982, romanen Venus fra 1983 og Nat og dag fra 1986.
Fleischer spillede i starten af 1980'erne desuden cello i det danske punkband Eye (I) og er i dag bl.a. den ene halvdel af duoen Guldspurven.[kilde mangler]
Han har i flere omgang modtaget Statens Kunstfonds engangsydelse, samt desuden deres arbejdslegat (1990), det 3-årige stipendium (1992) og deres rejselegat (1996). Blev i 1983 tildelt Drachmannlegatet.